# Trichoniscus stygivagus
Trichoniscus stygivagus är en kräftdjursart som beskrevs av Karl Wilhelm Verhoeff 1901B. Trichoniscus stygivagus ingår i släktet Trichoniscus och familjen Trichoniscidae. Inga underarter finns listade i Catalogue of Life.